# أتسوشي تاكاهاشي
أتسوشي تاكاهاشي (باليابانية: 高橋篤志؛ بالكانا: たかはし あつし) هو عالم فلك ياباني، ولد في 1965 في كيتامي في اليابان.